# Тамаруго колумбійський
Тамару́го колумбійський (Conirostrum rufum) — вид горобцеподібних птахів родини саякових (Thraupidae). Мешкає в Колумбії і Венесуелі.

## Опис
Довжина птаха становить 12,5-13 см, вага 11 г. Лоб і нижня частина тіла руді, обличчя коричнювате, верхня частина тіла сіра, крила і хвіст темно-сірі.

## Поширення і екологія
Колумбійські тамаруго мешкають в гірському масиві Сьєрра-Невада-де-Санта-Марта на півночі Колумбії, в Андах на заході Венесуели (Тачира) та на західних схилах Східного хребта Колумбійських Анд (на південь до Кундінамарки). Вони живуть у високогірних чагарникових заростях. Зустрічаються на висоті від 2650 до 3300 м над рівнем моря.